# Dolichophis schmidti
Dolichophis schmidti là một loài rắn trong họ Rắn nước. Loài này được Nikolsky mô tả khoa học đầu tiên năm 1909.

## Hình ảnh

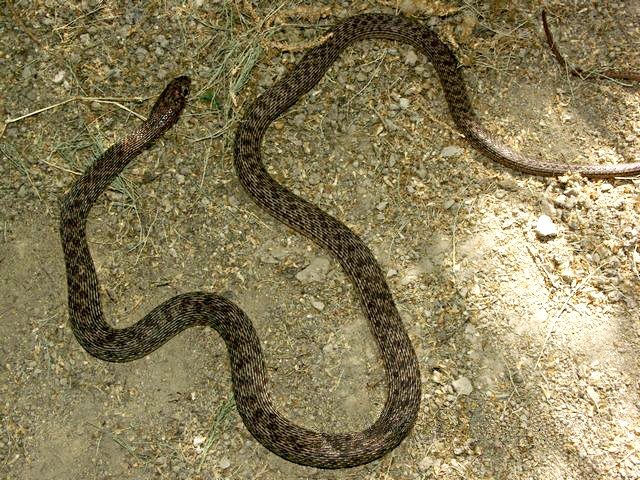
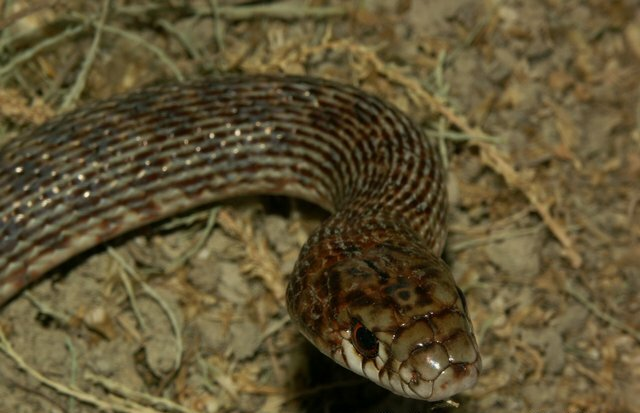
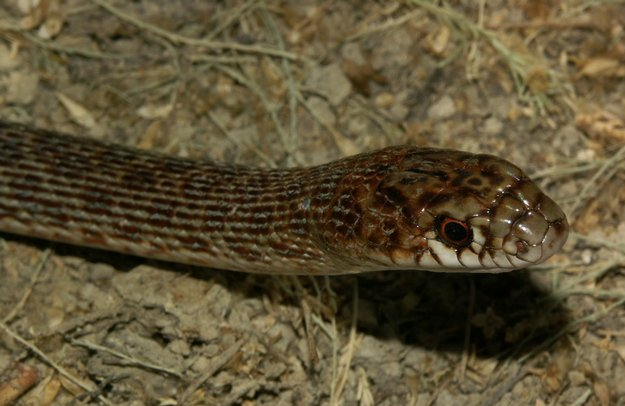
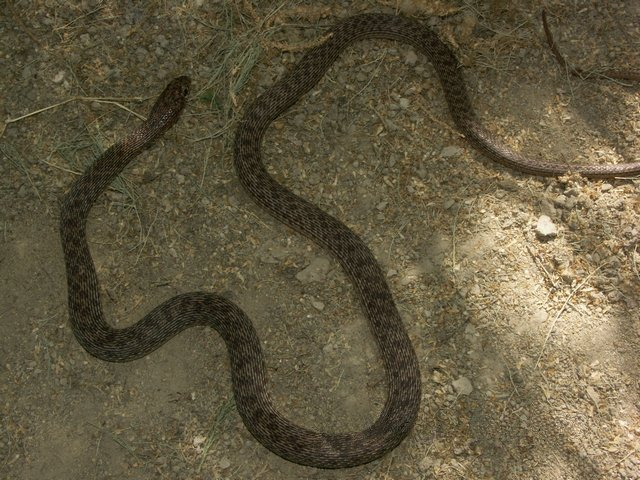